# Full Auto
Full Auto ist ein von Pseudo Interactive entwickeltes und von Sega herausgegebenes Videospiel Exklusiv für Microsofts Xbox 360. In Europa erschien es am 10. Februar 2006. Es handelt sich um ein vehicular combat-Rennspiel mit den Spielelementen Fahren und Schießen. Ein neues Feature, das Full Auto auszeichnet, ist der Modus Unwreck, eine Funktion zum Zurückspulen der Zeit, um Fehler ungeschehen zu machen. Der Nachfolger Full Auto 2: Battlelines erschien nur für Playstation Portable und PlayStation 3.

## Szenario und Features
Das Ziel des Spiels ist es, ein Rennen auf einem Stadtparcours schnell zu beenden und dabei möglichst viele der Gegner auszuschalten. Zum Erreichen des Ziels kann der Spieler auf verschiedene militärische Waffen an der Vorder- und Rückseite des Autos zurückgreifen.

## Fehlende Autohersteller-Lizenzen
Da Sega nicht die Rechte dazu hat, Originalmarken und Originalaussehen der Autos zu verwenden, sind in dem Spiel, wie in vielen anderen Rennspielen, Namen und Aussehen der Vehikel abgeändert. Der Grund dafür liegt darin, dass Autohersteller ihre Produkte in Rennspielen nicht gerne zerbeult sehen wollen (die realistische Gran-Turismo-Serie hat angeblich deswegen auf ein Schadensmodell verzichten müssen, weil sie Originalnamen benutzt). Dennoch ist bei manchem Fahrzeug in Full Auto erkennbar, welches echte Vorbild Pate gestanden hat.

## Rezeption
Das Spiel erhielt gemischte Bewertungen. So gab Next Level Gaming dem Spiel eine Punktzahl von 95/100 und lobte unter anderem die hohe Spielgeschwindigkeit und die „intensive Feuerkraft“, während NTSC-uk dem Spiel eine Punktzahl von 4/10 gab, denn „Es macht keinen besonderen Spaß, es ist nicht gerade schön und wenn du deinen 360 zeigen willst, dann gibt es viel bessere Möglichkeiten.“